# Allium subvillosum
Allium subvillosum là một loài thực vật có hoa trong họ Amaryllidaceae. Loài này được Salzm. ex Schult. & Schult.f. mô tả khoa học đầu tiên năm 1830.

## Hình ảnh

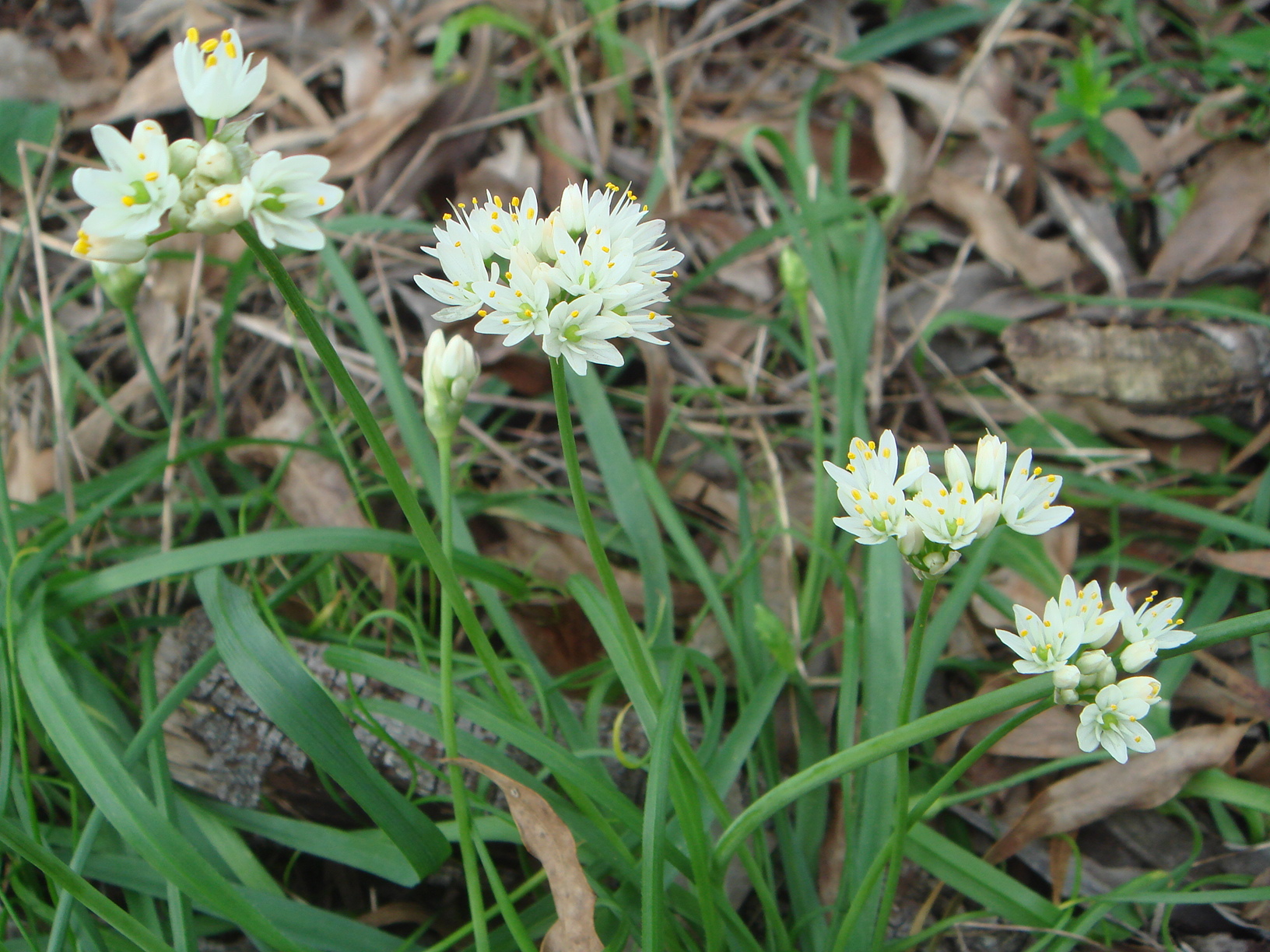